# Ellaidhoo
Ellaidhoo (Dhivehi: އެއްލައިދޫ [elːai̯d̪uː]) ist eine Insel der Malediven. Sie liegt im Osten des Ari-Atolls etwa 65 Kilometer von der Hauptinsel Malé entfernt.
Auf der kleinen Insel (ca. 330 × 210 Meter) befindet sich das Chaaya Ellaidhoo Reef Resort. Die Anlage wird ausschließlich touristisch genutzt und ist mit Bungalows, zwei Bars, zwei Restaurants, einigen Sportmöglichkeiten (Tennis, Squash, Badminton, Fitness-Center, Tauchbasis), Spa und einer kleinen ärztlichen Notfallstation ausgestattet.